# Усадьба Гагариных — Тютчевых
Усадьба Гагариных — Тютчевых — усадьба в Москве по адресу Армянский переулок дом 11 строение 2. Объект культурного наследия федерального значения.

## История
Главный дом усадьбы возведён на основе белокаменных палат, время строительства которых относят в первой половине XVII века, а часть исследователей даёт ещё более раннюю оценку — конец XVI — начало XVII века. Подвал дома со сводчатыми помещениями предположительно был первым этажом палат, второй этаж их был деревянный и позже перестроен в камне. Хозяином владения во второй половине XVII века считается боярин Иван Михайлович Милославский.
В XVIII веке имение несколько раз переходило от одного владельца к другому, в разное время его хозяевами были князья Волконские, графы Дмитриевы-Мамоновы, дворяне Глебовы. В 1790 году усадьбу купил князь Иван Сергеевич Гагарин, который оставив военную службу в звании капитана флота поселился в Москве. Гагарин заказал перестройку дома архитектору Матвею Федоровичу Казакову, который выполнил его в классическом стиле. Дом был расширен пристройками, добавился третий этаж. При этом палаты, ставшие основой дома, практически не подверглись переделке. Казаков оставил без изменений композицию дома с двумя боковыми ризалитами на фасаде, между ними он выстроил балкон на колоннах. В результате здание приобрело простой, но в то же время элегантный вид, в том же ключе выполнены и интерьеры дома.
В 1810 году усадьбу у наследников Гагарина приобрели Тютчевы. Их сын, известный в будущем поэт Фёдор Иванович Тютчев, жил здесь с родителями до 1822 года. Московский пожар 1812 года имение не затронул. Гостями в доме часто бывали будущие декабристы Д. И. Завалишин и И. Д. Якушкин, бывшие родственниками Тютчевых. В 1831 году Тютчевы продали усадьбу Московскому попечительству о бедных, которые разместили в ней богадельню, получившую по имени одного из благотворителей название Горихвостовская. После революции богадельня была упразднена, дом в советское время занимали различные учреждения. Дом в эти годы не перестраивался и сохранился почти в том виде, который придал ему Казаков.
В настоящее время в усадьбе располагается Российский детский фонд.